# نارنجی، قرمز، زرد
نارنجی، قرمز، زرد (به انگلیسی: Orange, Red, Yellow) یک نقاشی رنگی کشیده شده توسط مارک روتکو در سال ۱۹۶۱ است. این اثر در ۸ مه سال ۲۰۱۲ میلادی و در یک حراجی به قیمت حدود ۸۷ میلیون دلار فروخته شد که یک رکورد برای هنر معاصر پس از جنگ به حساب می‌آید.